# Druckverlust
Der Druckverlust {\displaystyle \Delta p_{v}}, auch Druckabfall, ist die Druckdifferenz, die durch Strömungswiderstände aufgrund von Wandreibung und Dissipation bei Strömungen in Rohrleitungen sowie den zugehörigen Formstücken und Armaturen entsteht.
Der Druckverlust durch Wandreibung im geraden Rohr wird durch die Rohrreibungszahl {\displaystyle \lambda } ermittelt. Sie hängt bei einer laminaren Strömung von der Reynoldszahl ab; bei einer turbulenten Strömung dagegen geht insbesondere die Rauheit der Oberfläche mit ein.
Für Elemente, die in eine Rohrleitung eingebaut sind (Ventile, Blenden, Strömungsvereinigung, -teilung usw.), wird in der Technik ein Druckverlustbeiwert {\displaystyle \zeta } angesetzt, der für Standardbauteile Tabellenwerken entnommen werden kann und ansonsten vom Hersteller angegeben wird. Der Druckverlustbeiwert hängt in erster Linie von der Geometrie des Bauteils ab, kann aber auch von Volumenstrom und Reynoldszahl beeinflusst werden.

## Berechnung
Die Berechnung der Druckverluste hat in Abhängigkeit vom Medium als kompressible oder als inkompressible Strömung zu erfolgen.
Sehr detaillierte Algorithmen existieren beispielsweise für Teilstrecken und für kleine Netze zum Selbstprogrammieren sowie ein anwendbares Rechenprogramm für Flüssigkeits-, Gas- und Dampfströmung.

### Inkompressible Strömung
Die empirische Gleichung für Druckverluste in durchströmten Rohrleitungen inkl. Formteilen (z. B. Bögen, Reduzierungen und Armaturen) unter der Voraussetzung einer konstanten Dichte {\displaystyle \rho } lautet nach Darcy-Weisbach:
{\displaystyle \Delta p_{v12}={\frac {\rho \cdot u^{2}}{2}}\left(\lambda \cdot {\frac {l}{d}}+\sum \zeta _{i}\right)}
mit
- Druckverlust {\displaystyle \Delta p_{v}} (abgeleitete SI-Einheit: Pa)
- mittlere Strömungsgeschwindigkeit {\displaystyle u} (SI-Einheit: m/s)
- Rohrreibungszahl {\displaystyle \lambda } (dimensionslos)
- Länge {\displaystyle l} der Rohrleitung (SI-Einheit: m)
- Innendurchmesser {\displaystyle d} der Rohrleitung (SI-Einheit: m)
- Druckverlustbeiwert {\displaystyle \zeta } (dimensionslos).

Es handelt sich hier um einen Druckverlust-Ansatz der erweiterten Bernoullischen Energiegleichung. Die zunächst reibungsfreie (ideale) Bernoulli-Energiegleichung (in Differenzdruckform) wird um den Druckverlustterm {\displaystyle \Delta p_{v12}} erweitert:
{\displaystyle p_{1}+{\frac {\rho }{2}}\cdot u_{1}^{2}+\rho \cdot g\cdot h_{1}=p_{2}+{\frac {\rho }{2}}\cdot u_{2}^{2}+\rho \cdot g\cdot h_{2}+\Delta p_{v12}}
umgestellt folgt:
{\displaystyle \Leftrightarrow \Delta p_{v12}=p_{1}-p_{2}+{\frac {\rho }{2}}\cdot (u_{1}^{2}-u_{2}^{2})+\rho \cdot g\cdot (h_{1}-h_{2}).}
mit
- Schwerebeschleunigung {\displaystyle g} (SI-Einheit: m/s2)
- geodätische Höhe {\displaystyle h} relativ zu einem gewählten Bezugspunkt (SI-Einheit: m).

Druckverluste vergrößern grundsätzlich den statischen Anteil {\displaystyle p_{1}-p_{2}} der Druckänderung, die beiden anderen Anteile sind nicht durch Druckverluste beeinflussbar:
- die kinetische Druckänderung {\displaystyle {\frac {\rho }{2}}\cdot (u_{1}^{2}-u_{2}^{2})} ist lediglich eine Funktion des sich ändernden Querschnitts bzw. der sich ändernden Geschwindigkeit
- die geodätische Druckänderung {\displaystyle \rho \cdot g\cdot (h_{1}-h_{2})} ist lediglich eine Funktion des Ortes.

#### Nichtbetrachtung der geodätischen Höhen
Bei Systemen mit geschlossenen Stromfäden (z. B. Warmwasserheizungen) wird die Höhenlage grundsätzlich aus der Betrachtung entfernt, da sich das Fluid um die gleiche Höhendifferenz nach oben wie nach unten bewegt. Das gilt nur unter der Voraussetzung konstanter Dichte längs des Stromfadens. Diese Tatsache ermöglicht die Funktion einer Schwerkraftheizung, wo die Flüssigkeit nur aufgrund der Dichte- und Höhenunterschiede im Kreis fließt.
Auch bei Systemen mit offenen Stromfäden (z. B. Trinkwassersysteme) wird die geodätische Druckdifferenz pragmatischerweise aus der Betrachtung herausgenommen, da sie sich unter der Voraussetzung konstanter Dichte und reiner Abhängigkeit von der Höhenlage auch nachträglich entlang des Stromfadens bilanzieren lässt. Das vereinfacht den Berechnungsgang erheblich.

#### Dissipation
Druckverluste entsprechen stets Energieverlusten. Nach der erweiterten Bernoulli-Gleichung werden die Druckverluste aus der potentiellen Druckenergie im Fluid und an der Rohrwandung in Reibungswärme- und Schallenergie umgewandelt (dissipiert); der Anteil der Schallenergie ist allerdings sehr klein und technisch vernachlässigbar. Bei der erweiterten Energiegleichung wird davon ausgegangen, dass die Energie über die Systemgrenze Rohrwand aus dem System hinaus übertragen wird und somit dem Fluid nicht zur Verfügung steht.
Tatsächlich dissipiert die Druckenergie als Reibungswärme im Fluid und führt zu einer Erhöhung der Fluidtemperatur. Diese Erwärmung ist aufgrund der geringen Dissipationsenergie je Zeitspanne bei inkompressiblen Fluiden kaum messbar. Das gilt aufgrund der großen Wärmekapazität umso mehr bei Wasser. Die Modellannahme der konstanten Dichte ist darum aus technischer Sicht stets gewährleistet.

## Restdruckverlust
In der Filtrationstechnik wird häufig der Begriff Restdruckverlust verwendet.
Beim Betrieb von abreinigbaren Oberflächenfiltern bildet sich ein Filterkuchen aus, der im Wesentlichen die Reinigungsleistung übernimmt, aber für einen Anstieg des Druckverlustes sorgt und somit in regelmäßigen Abständen abgereinigt werden muss. Die Differenz der statischen Drücke vor und nach dem Filtermedium, bestimmt unmittelbar nach der Abreinigung, wird als Restdruckverlust bezeichnet. Er steigt während der Lebensdauer eines Oberflächenfilters kontinuierlich an.